# نراد زبره
نَرّاد زِبرِه (نام علمی: Abies bracteata) نام یک گونه از سرده نراد است.